# Le Fumeur de narguilé
Le Fumeur de narguilé est une des œuvres majeures de Pierre et Gilles, réalisée en 1996, qui représente un homme oriental, lascif et partiellement dévêtu fumant un narguilé dans un décor oriental baroque. Il s'agit d'une photo peinte marouflée sur aluminium encadrée par Pierre et Gilles. Le modèle est Aziz  artiste chorégraphe, comédien, modèle et icône des nuits parisiennes dans les années 1995, âgé de 24 ans à l'époque de la réalisation de l’œuvre. Les artistes, à sa rencontre, lui ont expliqué que cela faisait 9 ans qu'ils recherchaient leur modèle pour cette œuvre.
Il refait une photo plus tard avec eux un portrait avec un cigare juste appelé Aziz dans un genre du Studio Harcourt.

## Univers de l’œuvre
(juin 2018).
- Si vous ne connaissez pas le sujet, laissez ce bandeau (vous pouvez alors contacter les auteurs).
- Si vous supprimez le contenu mis en cause (vous pouvez préalablement contacter les auteurs),

argumentez précisément cette suppression dans la page de discussion
(un manque de référence n'est pas un argument ; une recherche réelle de référence doit avoir été effectuée, être formellement documentée).

### Baroque
Le Fumeur de narguilé plonge le spectateur dans un univers baroque et oriental. Tout est rêve, excès et fantasme dans cette œuvre: décor très coloré avec broderies, coussins et tapis, fumeur lascif et entrainant avec un narguilé dressé tel un pilier. L’œuvre entraine au voyage, au rêve. Elle évoque l'univers oriental de Pierre Loti dont Aziyadé est l’œuvre caractéristique. Elle est un pont entre le monde occidental et l'orient rêvé par l'occident. Elle rappelle également le monde James Bidgood qui a également inspiré Pierre et Gilles.

### Érotisme
L’œuvre a un côté érotique discret mais non équivoque: non seulement le fumeur a une lascivité qui n'est pas sans rappeler celle du Faune Barberini mais les artistes sont allés plus loin en faisant mouler par un chaste voile rouge un sexe massif sans jamais le montrer ostensiblement si bien qu'il faut voir l'original de l’œuvre ou la photo en haute résolution pour s'en rendre compte.

## Parcours

### Provenance
- Galerie Jérôme de Noirmont, Paris[2],
- vendue à la Foire internationale d'art contemporain en 1999 pour 800 000 francs,
- puis par Philips de Pury & Company, New York, Contemporary Art Part II mai 2006 (lot 415),
- puis vendue 41 800 € par la prestigieuse maison Christie's Paris (lot 12) le 30 mai 2011 à Paris à un collectionneur parisien[3].

### Expositions
- Paris, Maison européenne de la photographie, Pierre et Gilles : vingt ans 1976-1996, novembre 1996 et janvier 1997 (illustré au catalogue de l'exposition)

### Autres références
1. ↑  « Le fumeur de narguilé Aziz par Pierre et Gilles », sur www.artnet.fr (consulté le 12 février 2019)
2. ↑   « PIERRE ET GILLES », sur www.denoirmont.com, 7 septembre 2011 (consulté le 7 septembre 2011)
3. ↑  « PIERRE ET GILLES (ACTIFS DEPUIS 1976) , Le fumeur de narguilé _ Aziz », sur www.christies.com (consulté le 12 février 2019)